# Danielle Bidard-Reydet
Pour les articles homonymes, voir Bidard et Reydet.
Danielle Bidard-Reydet, née le 8 décembre 1939, est une femme politique française.

## Biographie
Agrégée d'université, elle devient sénatrice de la Seine-Saint-Denis le 24 juillet 1978, remplaçant Marie-Thérèse Goutmann, élue députée. Adhérente du Parti communiste français, elle siège au groupe Communiste, républicain et citoyen. 
Réélue en 1986 et 1995, elle ne se représente pas aux élections de 2004. Parallèlement, Danielle Bidard-Reydet est adjointe au maire de Pantin à la culture de 1984 à 2001. 
Parallèlement à ses activités sénatoriales et humanitaires, Danielle Bidard-Reydet s’est toujours intéressée à ce qui concerne la jeunesse. Elle est de 2000 à 2015, présidente du CPLJ (Centre de promotion du livre de jeunesse en Seine-Saint-Denis) et du Salon annuel du livre de jeunesse à Montreuil).
Par ailleurs, Danielle Bidard-Reydet est, depuis 1998, présidente de l’Association « Pour Jérusalem », créée à l’initiative d’un groupe pluraliste de sénateurs de retour de mission. Cette Association a pour but de rassembler ceux qui souhaitent favoriser le règlement de la question de Jérusalem dans le cadre d’un processus de paix juste et durable, respectant le droit international et les résolutions de l'ONU.

## Décoration
- Chevalier de la Légion d'honneur par décret du 25 mars 2005